# 利普利亞內 (沃倫州)
利普利亞內（烏克蘭語：Липляни），是烏克蘭西部的村落，隸屬沃倫州盧茨克區盧茨克市鎮，位於盧茨克市北方，始建於1583年，面積0.85平方公里，海拔高度188米，2001年人口490，人口密度每平方公里577.15人。
50°47′11″N 25°17′50″E / 50.78639°N 25.29722°E